# Cornia Nou
Cornia Nou, ou selon sa dénomination complète le village talayotique de Cornia Nou, est un site archéologique situé près de la ville de Port Mahon sur l'île de Minorque dans l'archipel des Baléares en Espagne. 

## Historique
Le site est mentionné pour la première fois par Joan Ramis i Ramis en 1818 dans son ouvrage Antiquités celtiques de l'île de Minorque. Il figure sur la carte archéologique de Minorque publiée en 1879 par R. Blasco et le caractère monumental du site a attiré l'attention de nombreux chercheurs dès le XIXe siècle. Les premiers travaux archéologiques sur place (planimétrie du site) ne sont menés qu'à partir des années 1990 sous la direction de Lluís Plantalamor Massanet. Le site est fouillé depuis 2007 par une équipe d'archéologues du musée de Minorque. Le village talayotique de Cornia Nou a été déclaré bien d'intérêt culturel en 1966 (numéro d'enregistrement RI-51-0003546). En 2013, l'Espagne a proposé l'inscription du site au titre de la « culture talayotique de Minorque » sur la liste indicative de l'UNESCO, préalable à une possible inscription au patrimoine mondial.

## Description
Le site comporte deux talayots, distant d'environ 80 mètres, deux bâtiments adossés au talayot occidental et plusieurs hypogées. 

### Talayot occidental
C'est l'un des plus grands talayots de Minorque. De plan circulaire, il mesure 26 m de diamètre à la base, et de forme tronconique, il s'élève à 10 m de hauteur, mais sa hauteur initiale était plus élevée car la partie supérieure a été rasée en 1940 pour récupérer des matériaux destinés à la construction d'un monument à Port Mahon. Il a été bâti avec de grandes pierres grossièrement taillées, posées en couches horizontales de cercles concentriques. Il comporte, à l'est et à l'ouest, deux accès avec des escaliers étroits à pente raide qui devaient à l'origine permettre d’accéder à sa plate-forme supérieure mais sont désormais aveugles à la suite d'effondrements. Le mur sud comprend un monumental escalier extérieur de 2,20 m de large, qui relie le talayot au toit d'un bâtiment adjacent au sud.

Talayot occidental et bâtiment sud
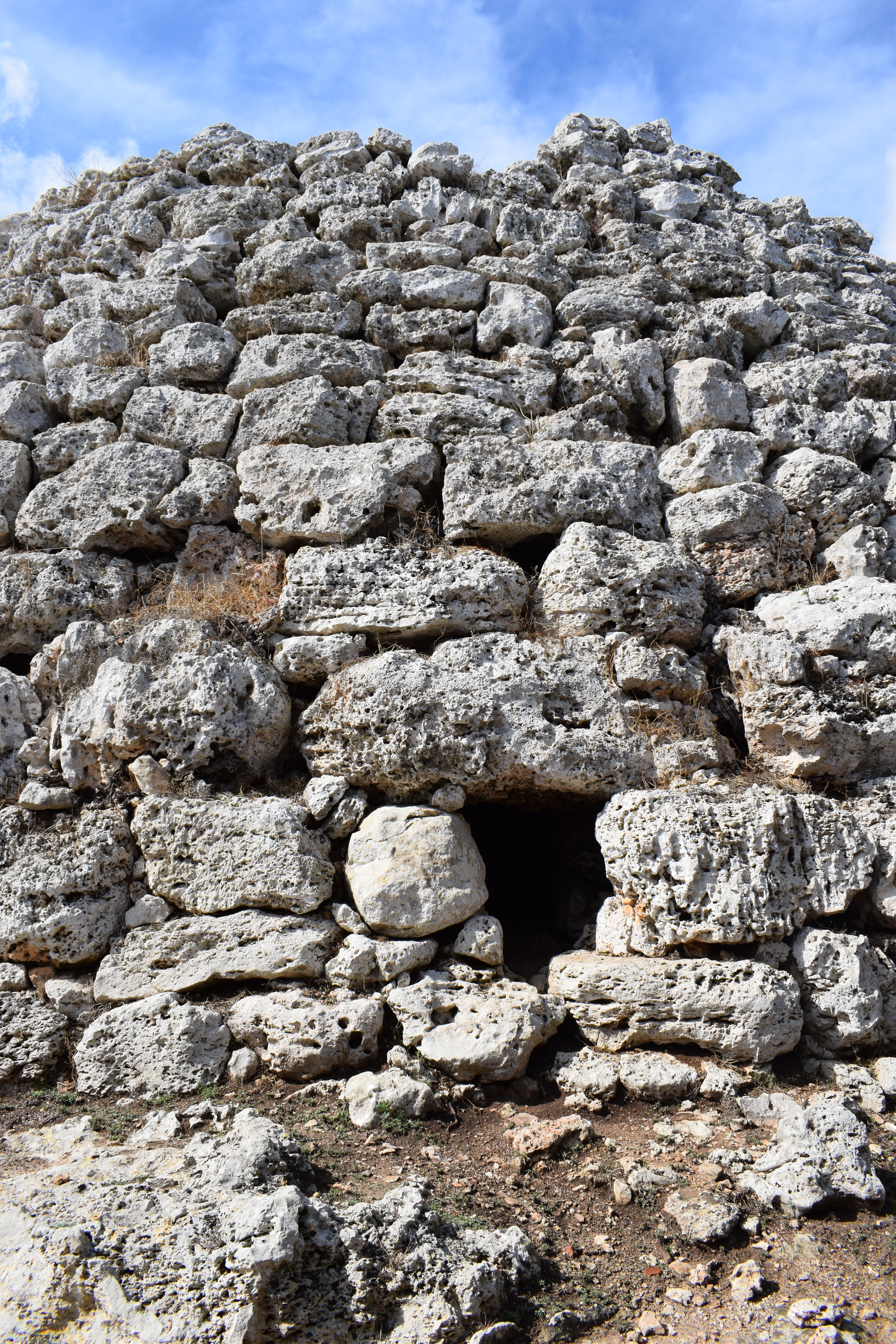
Ouverture ouest...
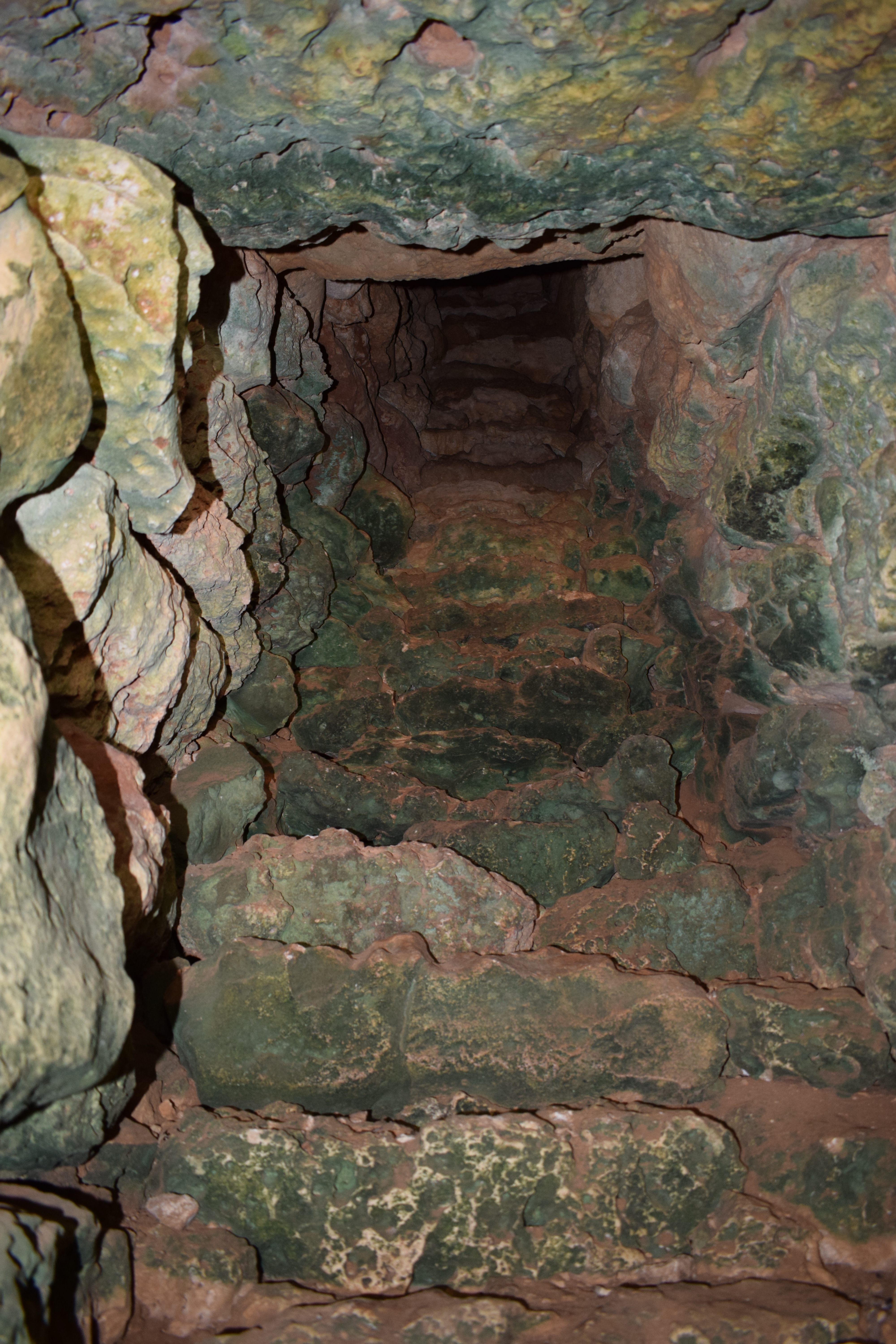
...et escalier aveugle.
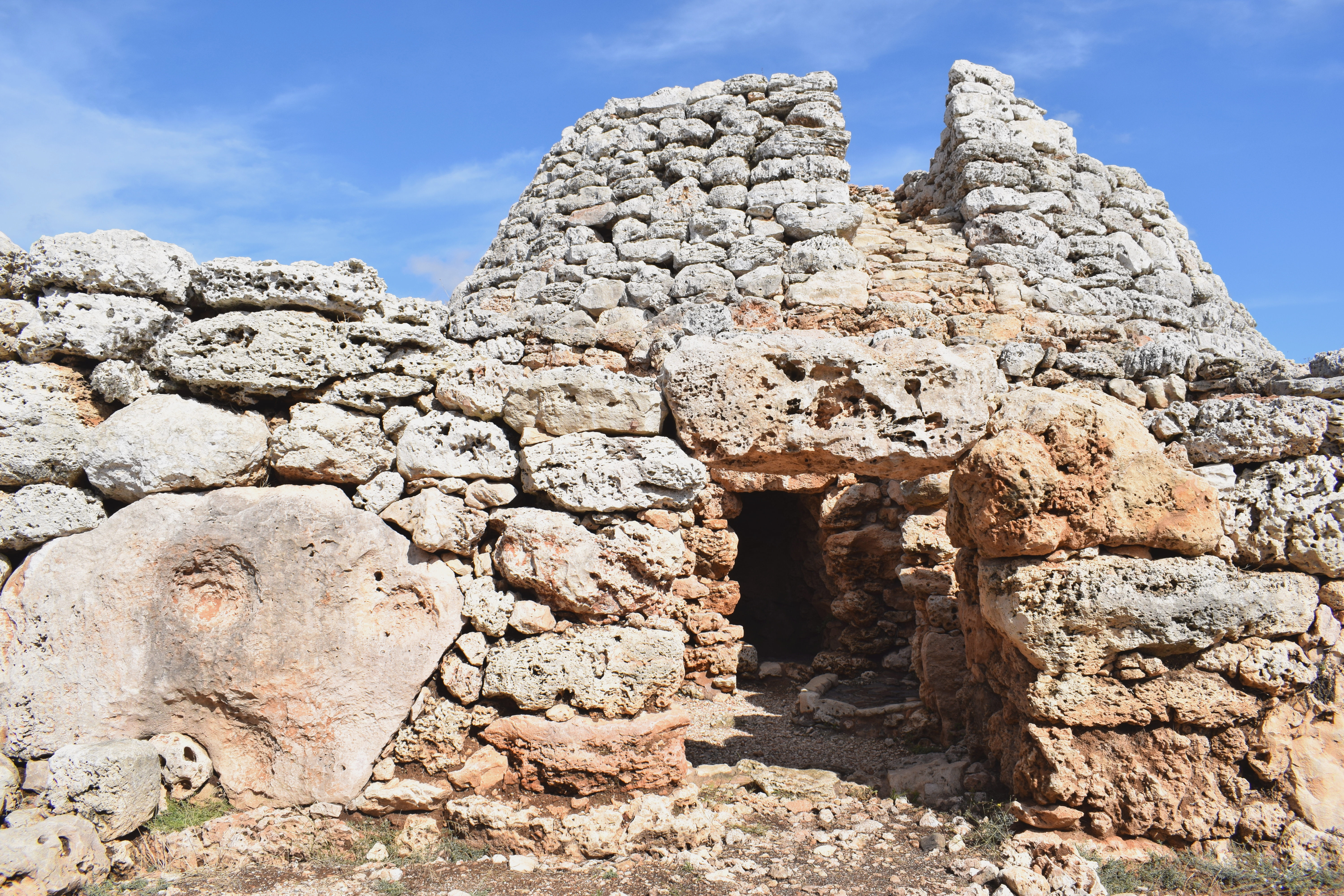
Entrée du bâtiment sud.
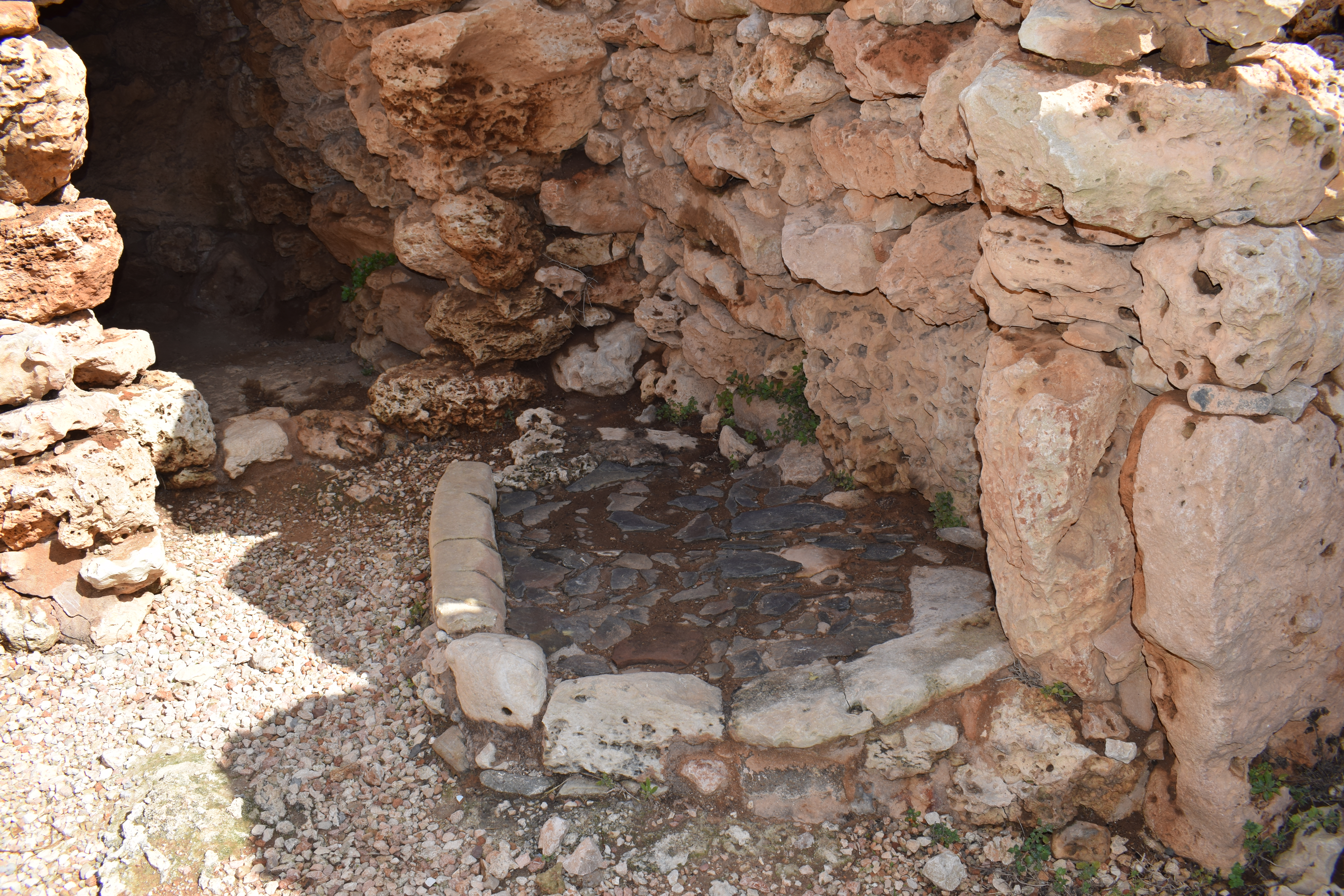
Foyer dans le bâtiment sud.

### Bâtiment sud
Ce bâtiment sud a été entièrement fouillé entre 2008 et 2012. Il est délimité par un mur à double paroi et s'étire sur 13 m de largeur avec une façade légèrement concave, percée au centre, d'une monumentale porte d'entrée surmontée d'un linteau permettant d'accéder à une cour intérieure. La pièce de gauche (à l'ouest) est divisée en quatre espaces plus petits, la pièce de droite (à l'est) est pavée. Au fond de la cour, une deuxième porte donne accès à un couloir, orienté au nord-ouest, permettant d'accéder au toit du bâtiment. En dehors de ce couloir, tout l'espace compris entre la cour et le talayot a été comblé avec des pierres. Depuis le toit du bâtiment, on peut alors rejoindre le sommet du talayot par le grand escalier extérieur. Le bâtiment sud a connu différentes phases de construction. Selon des datations au radiocarbone effectuées, le bâtiment aurait été construit dès la fin du IIe millénaire av. J.-C., puis utilisé de manière continue jusqu'au VIe siècle av. J.-C., période où il aurait été abandonné , seules quelques structures situées à l'extérieur, à l'est, ayant été utilisées à l'époque romaine. 
La fouille de ce bâtiment a livré une grande quantité d'outils domestiques, tels que des meules, des pilons, des poinçons, des alênes et des spatules en os, destinés à la transformation des aliments et à la production de divers biens de consommation. De nombreux ossements d'animaux domestiques (chèvre, mouton, porc, bœuf) ou sauvage (cerf), ainsi que des restes de céréales carbonisées et des tessons de céramique (talayotique, carthaginoise, romaine, ibérique et almohade) ont été retrouvés près d'un foyer. Il en a été déduit qu'à l'époque talayotique, le bâtiment servait à la transformation, le stockage et la distribution de produits alimentaires selon une organisation qui dépassait le seul cadre familial. 

### Bâtiment ouest
Ce bâtiment, similaire au bâtiment sud mais de proportions plus réduites, est adossé au talayot côté l'ouest. Il mesure environ 11,85 m de long avec une façade courbe de 8,90 m. L'intérieur est divisé par un mur en deux pièces à peu près égales accessibles par deux portes ouvrant sur le côté ouest. Les pièces étaient initialement reliées par une ouverture pratiquée dans le mur de séparation, mais celle-ci a été obturée dès l'époque préhistorique. La fouille en 2016 de la pièce sud a permis de découvrir deux autres portes, l'une dans le mur sud, elle aussi condamnée avant l'abandon du bâtiment, et l'autre ouvrant vers le talayot. Cette pièce comporte une colonne constituée de cinq blocs de pierre empilés sur 2 m de hauteur qui pourrait correspondre aux vestiges d'un aménagement intérieur de type mezzanine. Comme pour le bâtiment sud, la fouille du bâtiment a livré des meules, des pilons et divers outils.

### Talayot oriental
Le talayot oriental est nettement plus petit que le talayot occidental. C'est un édifice circulaire d'environ 12 m de diamètre à la base. Il renferme un couloir traversant, sensiblement orienté nord-sud, d'une hauteur maximale de 4 m qui était recouvert de grandes dalles en pierre juxtaposées d'environ 1 m de largeur débouchant sur une petite chambre elliptique d'environ 2 m de long reliée à la galerie par un étroit conduit d'environ 0,20 m de large, en forme de meurtrière, ouvrant sur le couloir dont la fonction demeure inconnue. 

Talayot oriental
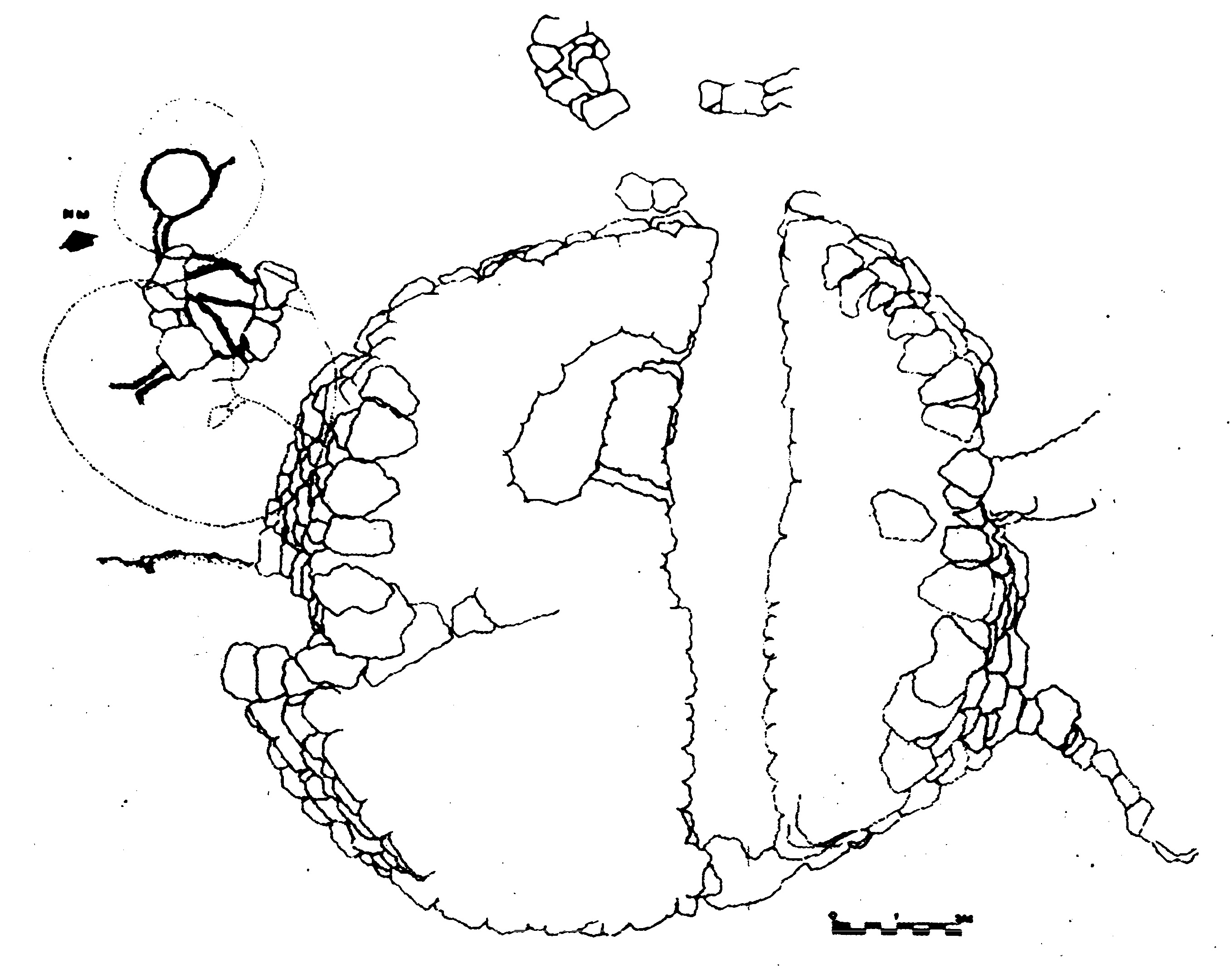
Plan interne.
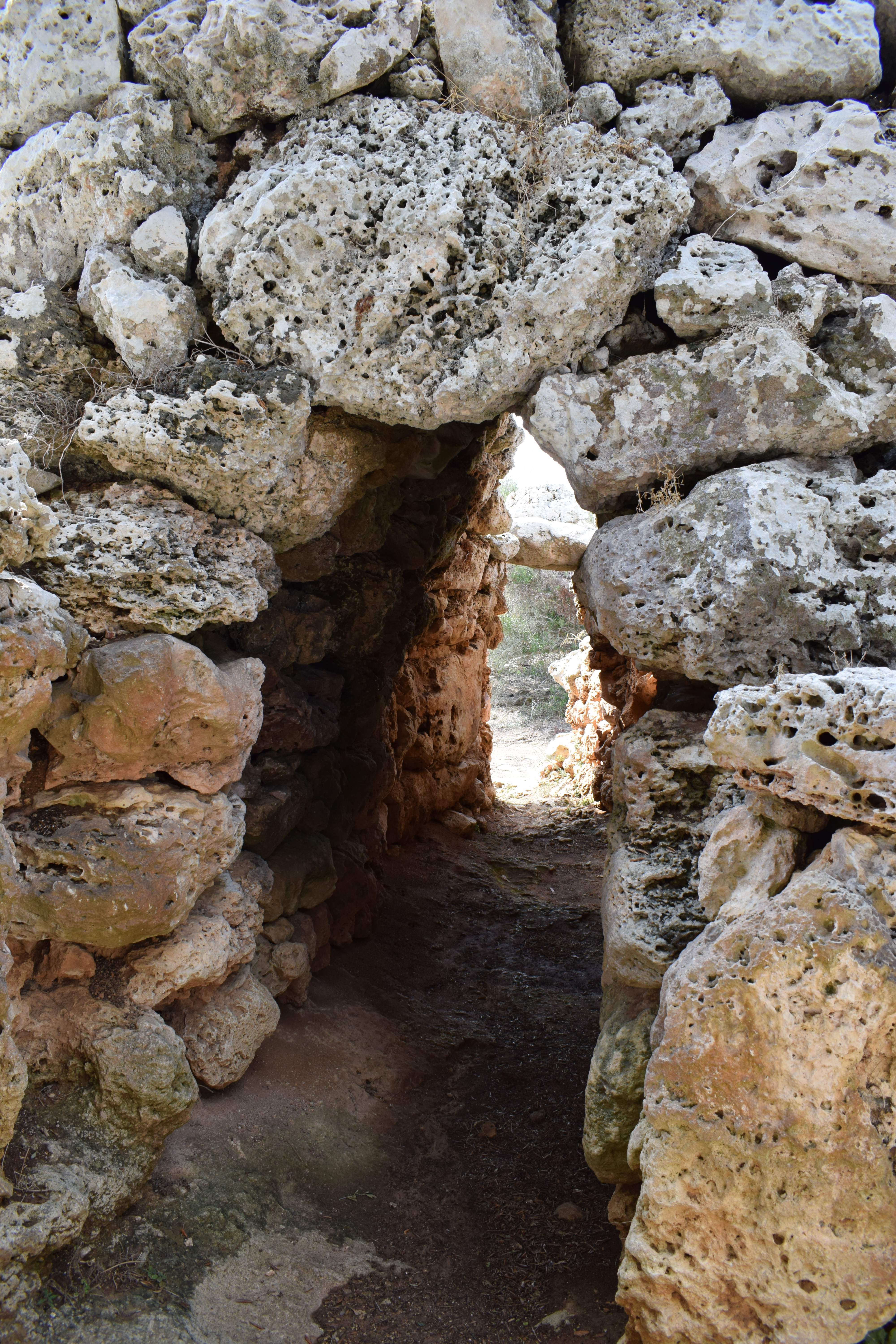
Couloir transversal côté nord.
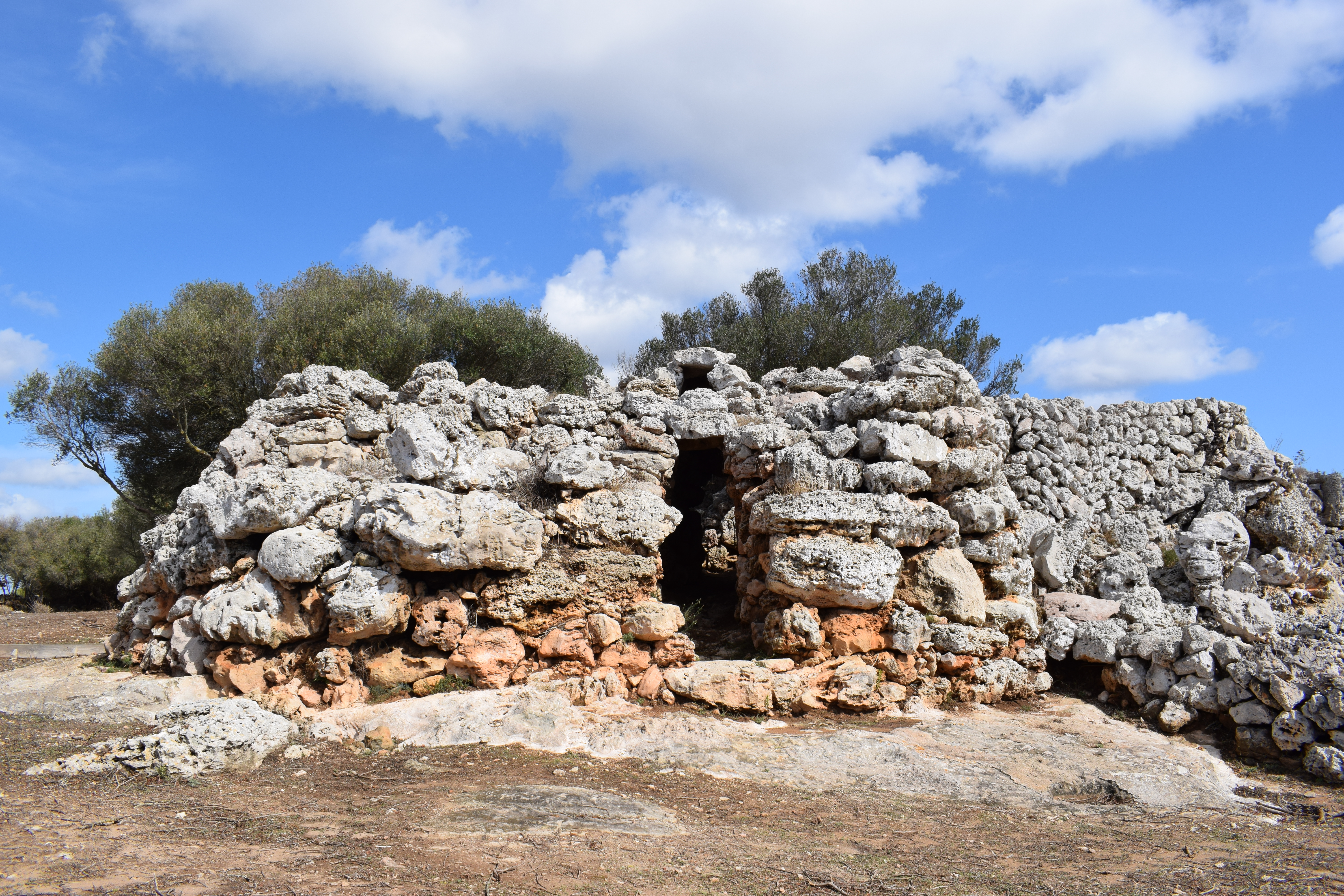
Vue du sud.
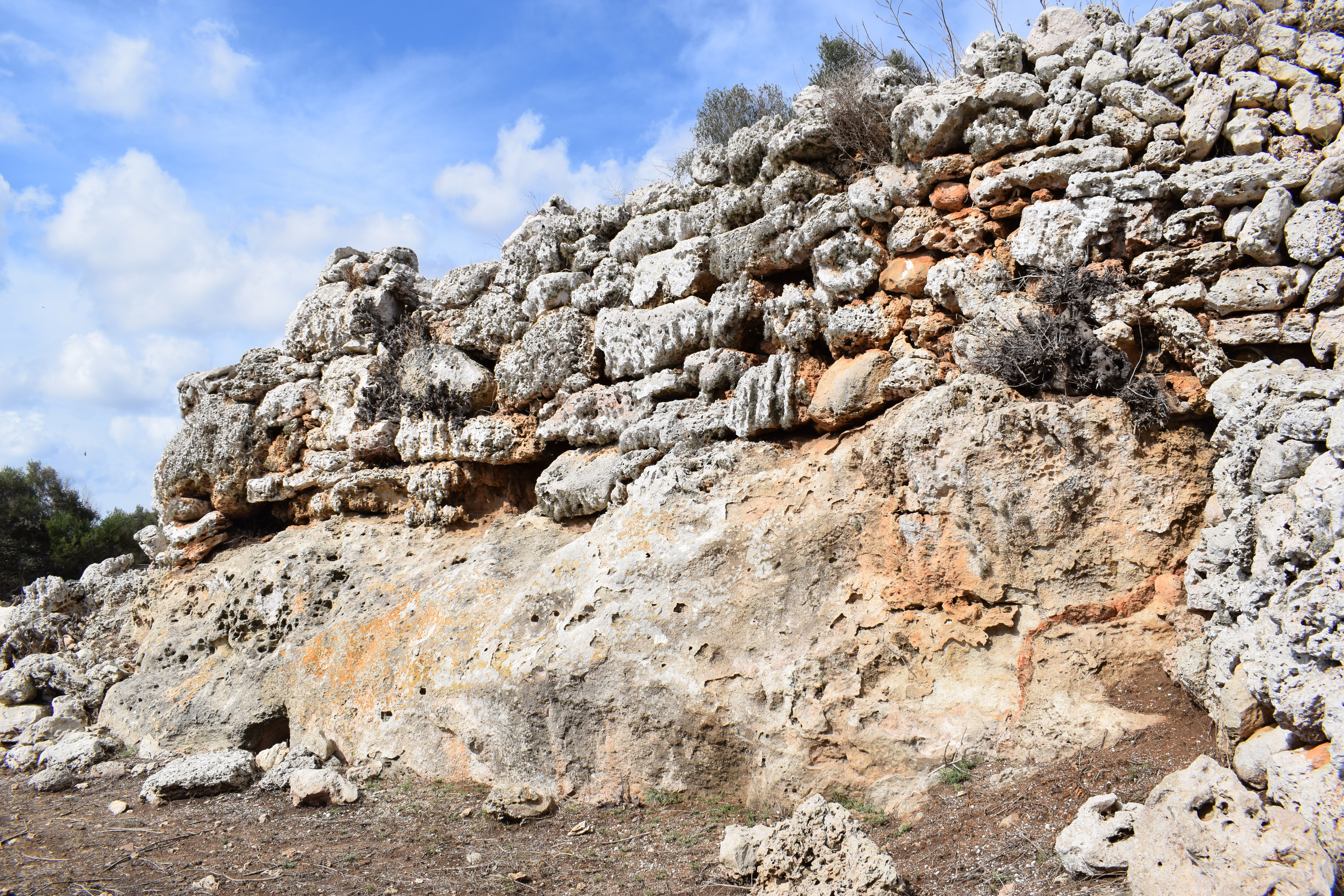
Mur du talayot sur mur plus ancien.

Le talayot a été construit en appui sur les restes d'un mur plus ancien qui délimitait à l'origine une zone d'une superficie d'environ 4 000 m2 sur la colline située derrière le talayot, espace qui pourrait correspondre au noyau initial du village qui par la suite s'est étendu vers le sud-ouest. Le talayot pourrait avoir constitué un accès monumental à cette partie du site qui correspond à une seconde utilisation du village entre le IVe siècle av. J.-C. et le IIIe siècle av. J.-C. Au pied du talayot, il existe deux citernes creusées dans la roche et alimentées par un réseau de canaux de collecte de l'eau. La plus grande pouvait contenir 16 m3 et la plus petite 4 m3. Ultérieurement, elles ont été utilisées comme fosses à déchets durant la période almohade comme l'attestent les très nombreux tessons de céramique qui y ont été retrouvés. 